# Luz María Sapag
Luz María Sapag (Cutral Có, el 15 de junio de 1944 – San Martín de los Andes, 7 de julio de 2010) fue una dirigente política de Argentina.

## Biografía
Nació el 15 de junio de 1944 en la ciudad de Cutral Có, Provincia de Neuquén, se casó con el empresario Guillermo Crexell, tuvo tres hijos, Nicolás, Lucila y Agustina, en la actualidad del año 2014 Lucila ejerce el mandato como Senadora de la Nación, representando a la provincia y al Movimiento Popular Neuquino.
Hija de Elías Sapag, exsenador Nacional y fundador del Movimiento Popular Neuquino, sobrina de Felipe Sapag, exgobernador de la Provincia del Neuquén y hermana del también gobernador por dos períodos: Jorge Augusto Sapag.
Proveniente de una familia de amplia tradición política, comenzó su actividad en 1987 ingresando como Secretaria de Gobierno de la Municipalidad de San Martín de los Andes, ciudad en la que fue elegida intendente en 1991 y reelegida en 1995.
En 1994 fue elegida Convencional Nacional Constituyente, para la reformar la Constitución Nacional, reunida en la ciudad de Santa Fe.
En las elecciones de 1999, fue elegida Diputada Provincial por el Movimiento Popular Neuquino.
El 14 de octubre de 2001, fue elegida Senadora Nacional por la provincia del Neuquén, desempeñándose como presidenta de la comisión de Medio Ambiente.
En 2007 se presentó como candidata a intendenta por el Movimiento Popular Neuquino en San Martín de los Andes resultando electa por tercera vez con el 63% de los votos, con mandato hasta 2011.
El 7 de julio de 2010 falleció en un accidente automovilístico, el que se produjo muy cerca de la ciudad de San Martín de los Andes, venía viajando de la ciudad de Neuquén, había mantenido reuniones para participar en las elecciones internas del Movimiento Popular Neuquino (como presidenta), las elecciones se realizaron el 15 de agosto de 2010.